# Mons Delisle
Il Mons Delisle è una struttura geologica della superficie della Luna.